# Reuma
Reuma ili reumatizam je pojam, koji se koristi za niz bolesti koje štetno djeluju na kosti, zglobove kao što su: kostobolje, zglobobolje, upale zglobova, lumbago i slično. 
Pojam "reuma" koristi se u kolokvijalnom govoru, ali više nije uobičajen u službenoj medicinskoj terminologiji. Cijeli niz poremećaja može se svesti na pojam reume. Srodni pojam je artritis, koji se također može odnositi na cijeli niz poremećaja. Proučavanjem reumatskih bolesti i njihovim liječenjem bavi se reumatologija. Moderna medicina, konvencionalne i alternativazličite uzroke (a mnoge imaju više uzroka) i zahtijevaju različite tretmane. Liječenje većine reumatskih bolesti provodi se uzimanjem analgetika. Koristi se i veliki broj biljnih lijekova.